# Henrik Troedsson
Henrik Anders Gustaf Troedsson, född 18 mars 1921 i Lunds stadsförsamling i Malmöhus län, död 1 maj 1989 under ett besök i USA (folkbokförd i Hacksta församling i Uppsala län), var en svensk militär.

## Biografi
Troedsson avlade officersexamen vid Kungliga Krigsskolan 1943 och utnämndes samma år till fänrik vid Svea livgarde. Han blev 1954 kapten i Intendenturkåren och tjänstgjorde vid Intendenturavdelningen i Arméförvaltningen 1954–1956. Han tjänstgjorde i en FN-insats i Mellanöstern 1956–1957. Åren 1960–1962 var han regementsintendent vid Skaraborgs pansarregemente, varpå han 1963 befordrades till major. Han var chef för Intendenturförvaltningsskolan 1964–1966, befordrades till överstelöjtnant 1966 och var lärare vid Militärhögskolan 1966–1968, varpå han 1968–1971 var avdelningschef vid staben i Östra militärområdet. Han var byråchef vid Försvarets materielverk (FMV) 1971–1975, befordrades till överste 1973 och till överste av första graden 1975 samt var chef för Intendenturavdelningen vid FMV 1975–1981. Han inträdde 1981 i reserven.
Henrik Troedsson invaldes 1974 som ledamot av Kungliga Krigsvetenskapsakademien.